# Santiago Santos Andrés
Santiago Santos Andrés (Virgen del Camino, 1 maart 1984) is een gewezen Spaanse profvoetballer. De verdediger is bekend onder zijn bijnaam Santi Santos.
Hij liep de jeugdreeksen van Real Oviedo door en speelde debuteerde in de Segunda División B met achtereenvolgens Real Avilés Industrial, de B-ploeg van Celta de Vigo en de B-ploeg van Real Valladolid. Hij slaagde er nooit in door te breken tot de A-ploegen en keerde terug naar zijn geboortestreek Léon bij reeksgenoot Cultural Leonesa.
Bij deze laatste ploeg behaalde hij de tweede plaats in de Segunda División B, maar de eindronde werd verloren. Santi Santos was een van de smaakmakers van dit succes en dit ging niet ongemerkt voorbij, zodat hij vanaf seizoen 2009-2010 verhuisde naar het net naar Segunda División A gepromoveerde FC Cartagena. Tijdens de heenronde kwam hij echter niet aan spelen toe en toen de ploeg tijdens de winterstop nog een bijkomende centrale verdediger aanwierf, ontbonden speler en ploeg het contract zodat hij terugkeerde naar Cultural Leonesa.
Voor het seizoen 2011-2012 ondertekende hij een contract bij Real Unión, een Baskische ploeg uit de Segunda División B. Hij speelde regelmatig, maar op het einde van het seizoen werd zijn contract niet meer verlengd.
Na één seizoen werkloosheid, keerde hij tijdens het seizoen 2013-2014 voor de derde keer naar Cultural Leonesa, een ploeg uit de Segunda División B.